# Полковник
Полко́вник — найвище військове звання старшого офіцерського складу. Одне з найстаріших військових звань. Офіцерське військове звання в колишніх збройних силах на території України — Армії Української Народної Республіки, Українській Галицькій Армії, Червоній армії, Українській Повстанській Армії, а також сучасних Збройних Силах України.
За кодуванням НАТО звання полковник належить до рангу OF-5.

## Полковник— старшина Запорізької Січі

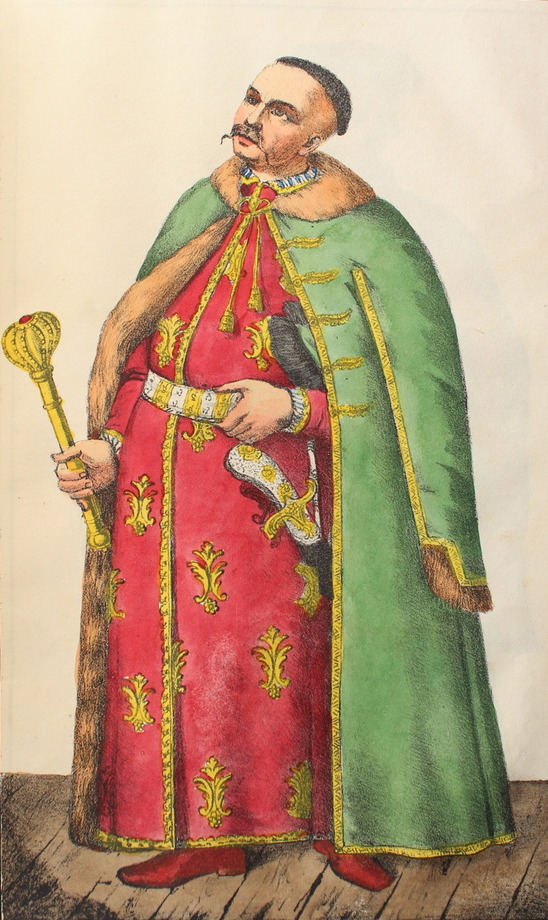
Козацький полковник (1786)

Полковник — це член похідної старшини Запорізької Січі, керівник одного або кількох військових загонів під час воєнних дій, сухопутних та морських походів 16-18 століття. У 18 столітті полковник очолював паланкову старшину. До її складу входили також осавул, писар, підосавул та підписар. Паланковий полковник, що обирався паланковою військовою радою терміном на один рік, був представником кошового отамана на території паланки. Він наділявся значними повноваженнями, включаючи право засудження до смертної кари козаків. На час ліквідації Запорізької Січі царським урядом у 1775 було вісім паланкових полковників. Зовнішньою ознакою влади полковника був пірнач, який звичайно носився за поясом.

## Полковник— керівник в реєстровому козацькому війську
Полковником називався керівник військового загону-полку в українському реєстровому козацькому війську у Речі Посполитій. Внаслідок реформування реєстрового козацтва гетьманом Михайлом Дорошенком було утворено шість полків по тисячу козаків у кожному. Полковники обирались на козацькій раді і затверджувалися польським урядом. За виконання обов'язків полковники одержували платню і користувались значними привілеями. Полковник очолював полкову старшину. Після прийняття сеймом «Ординації» 1638, посаду полковника могли обіймати лише представники шляхти.

## Полковник— під час Гетьманщини
Під час національно-визвольної війни українського народу під проводом Богдана Хмельницького 1648—1657 та після відновлення української національної держави — Гетьманщини — полковник очолював військову і адміністративно-територіальну одиницю — полк.
У козацьких полках Слобідської України, які хоч і не входили до гетьманського підпорядкування, уряд був побудований відповідно до інших козацьких полків Війська Запорізького.
Після скасування козацьких полків Гетьманщини (1782) і Слобожанщини (1765) представникам козацької старшини було запропоновано вступити до новоутворених імперських полків. При переході на імперську службу представники козацької старшини отримували загальноімперські військові чини згідно Табелі про ранги. Козацькі полковники мали право на отримання чину підполковника, але якщо полковник не брав участі у походах, то отримував чин на ще одну штабель нижче, тобто чин прем'єр-майора.

## Російська імперія
У Московській державі, термін «полковник» з'являється у XVI столітті для осіб які командували полками. Як військове звання (чин) введено у 30-х роках XVII століття для командирів полків «нового строю», також паралельно використовувалося позначення «реґіментар». З 1682 року в полковників було перейменовано полкових голів — керівників стрілецьких полків.
У 1716 році московський цар Петро Олексійович створює Військовий статут, де серед іншого прописані штатні посади військових підрозділів, та військові ранги. Серед інших вказано полковників, як командирів полків. Також вказується, що генерал-ад'ютант при особі государя повинен мати чин полковника.
У 1722 році у Російській імперії вводиться Табель про ранги, яким встановлювався поділ посадовців імперії на ранги з І по XIV. Самі чини поділялися на військові, цивільні та придворні. Чин полковника належав до VI рангу, це був найвищий військовий чин серед штаб-офіцерів (старших офіцерів).
Серед військових чинів полковнику відповідали чини капітан І рангу на флоті, та обер-кригскомісара з постачання (до 1884). У гвардії, де чини були вище за рангом від загальноармійських, полковнику відповідав чин секунд-майора (1748–1798) та підполковника (з 1798). Слід зауважити, що з 1706 року Петро Олексійович став почесним полковником лейб-гвардії Преображенського полка. Після нього всі російські імператори та імператриці були почесними полковниками цього полку. Цивільним еквівалентом у цьому ранзі був чин колезького радника. Чин полковника відповідав придворним чинам камер-фур'єр (до 1884) та камергер (до 1737).
За знаки розрізнення імперські військовики у XVII—XIX століттях використовували горжети. З 1699 року військовики отримали металеві горжети, де комбінуванням кольорів обода, поля, та гербу вказувався ранг військовика. Полковники мали повністю золочені горжети. У XIX столітті вже усі штаб-офіцери мали повністю визолочені горжети. 1859 року використання горжетів було остаточно скасовано.
З 1803 року на одностроях офіцерів з'являються еполети замість погонів. За шиттям еполета можливо бути до якого класу належить офіцер (обер-, штаб-офіцери чи генерали), але чин який мав військовик на еполетах впізнати було ще не можливо. 1827 року вводяться персональні знаки розрізнення для офіцерів на еполети у вигляді металевих п'ятипроменевих зірочок. Полковники як представники найвищого чину серед штаб-офіцерів, за російською традицією, мали «пусті» (без зірочок) еполети. З 1854 року офіцери знову починають носити погони. Погони вкриті золотим чи срібним галуном, мали відповідно від класу офіцера певну кількість поздовжніх просвітів, чи як у генералів особливого візерунку. Полковницькі погони мали два штаб-офіцерських просвіта, як раніше на еполетах, на погонах були відсутні зірочки.
16 грудня 1917 року після Жовтневого перевороту, декретом керівництва радянської Росії було відмінено усі старі імперські чини, звання та титули. Але вони ще деякий час використовувалися у Добровольчій армії, та у деяких інших військових формуваннях у 1917-21 роках. Надалі цей чин (звання) зберігався серед членів емігрантських антирадянських воєнізованих організацій.
Після розпаду Російської імперії на її теренах утворилися нові держави, зі своїми збройними силами. Серед таких держав була молода Українська республіка в якій утворилися власні Збройні сили. Але ще до подій 1917 року, в зв'язку з початком Першої світової війни у 1914 році повстає перша українська національна військова формація — Українські січові стрільці.

## Офіцерське званняУкраїнських січових стрільців(1914—1918)

Знаки розрізнення полковника Українських січових стрільців (1914—1918)

Штаб-офіцерське (булавна старшина) військове звання українських січових стрільців. Найвище військове звання в УСС. Австро-угорським еквівалентом було військове звання «оберст» (нім. Oberst). Вище за рангом від підполковника.
Українські січові стрільці, українське добровольче національне формування (легіон) у складі австро-угорської армії мало такі ж знаки розрізнення як і інші підрозділи цісарського війська. Звання хоч і мали українську назву, але були порівняні до австро-угорських. Знаки розрізнення були на петлицях (для УСС синього кольору) у вигляді шестипроменевих зірочок та галунів (широкого для штаб-офіцерів, вузького для хорунжого та підхорунжого) . 1915 року був виданий указ щодо використання добровольцями чотирьохпроменевих зірочок як знаків розрізнення, замість шестипроменевих, також змінювалося їх розташування на петлицях. Але це нововведення не набуло широкого розповсюдження. Наприкінці 1916 року у Австро-угорській імперії була введена нова форма, для якої не передбачалися кольорові петлиці. Знаки розрізнення кріпилися на комірі мундиру, за ними нашивалися вертикальні кольорові стрічки (для українського легіону жовта та блакитна стрічки).
Знаками розрізнення полковника були три сріблясті металеві, розташовані «трикутником» шестипроменеві зірочки на петлиці (чи на комірі мундиру). По петлиці йшов широкий золотистий галун.

## Україна початок-середина ХХ століття

### Військове званняАрмії УНРтаУкраїнської Держави (Гетьманату)

Кокарда і погони армії Української Держави (1918).
5. Погон полковника

Відповідно до наказ Військового секретаріату Ч. 105 від 28 грудня 1917 року видане Миколою Поршем встановлювалася система військових посад, серед яких була посада «полковник». Полковники були вище за рангом від осавулів і нижче за отаманів бригад. Після видачі Наказу Військового міністерства Ч. 137 від 29 березня 1918 року міністром Олександром Жуковським, ранг полковника був вище від осавула і нижче за отамана дивізії.
У армії Української Держави (1918) звання полковника належало до булавної старшини і було вище за рангом ніж військовий старшина, але нижче за генерального хорунжого.
У армії УНР звання полковника нижче за рангом ніж генерал-хорунжий (з 30 березня 1920 року), та вище за рангом ніж підполковник.
Знаки розрізнення полковника УНР затверджені в різний час
| Знаки розрізнення |           |           |            |            |            |
| Дата затвердження | 1.04.1918 | 9.09.1919 | 24.04.1919 | 30.07.1919 | 30.03.1920 |

### Офіцерське званняУкраїнської Галицької армії(1919—1920)

Знаки розрізнення полковника УГА

Старше офіцерське (полкова чи булавна старши́на) військове звання в Української Галицької Армії. Вище за рангом ніж підполковник, але нижче ніж генерал-чотар.
Українська Галицька армія (УГА) регулярна армія Західно-Української Народної Республіки (ЗУНР). Знаки розрізнення були введені Державним секретаріатом військових справ (ДСВС) Західної області УНР 22 квітня 1919 року і уявляли собою комбінацію стрічок на рукавах однострою та «зубчатки» на комірах. У полковника знаки рангу виглядали як три широкі золотисті плетені стрічки, завширшки 14 мм, з розетками на кінцях. Стрічки були на підкладці кольору відповідного до роду військ (наприклад синя для піхоти). Зубчатка старшини (кольору роду військ), на золотому прямокутному підкладі (72х30 мм)
.

### УРСР
Українська радянська армія — військові частини які вважалися за українські позаяк підпорядковувалися керуванню УРСР як і російські частини РСЧА не мали персональних військових звань, а червоноармійці поділялися за посадами. Відповідне за значенням до полковника була посада отамана полка, яку пізніше перейменовано на начальника чи командира полку (начполку, комполку). В одному з посилань Щорса до бійців, він підписаний як отаман полку.

## СРСР
22 вересня 1935 року у СРСР були введені персональні військові звання. Серед інших з'явилося військове звання «полковник». Система військових звань здебільшого збігалася з колишньою системою військових чинів Російської імперії. Званню полковник, відповідало звання капітана І рангу на флоті, та полкового комісару політичного складу (до 1942 року).
У 1924 році у РСЧА майже остаточно склалася система знаків розрізнення посадових рангів. Молодший командний склад позначався певною кількістю трикутників на петлицях, середній командний та начальницький склад — квадратів («кубарів»), старший командний та начальницький склад — прямокутників («шпал»), вищий командний та начальницький склад — ромбів. За знаки розрізнення полковники з 1935 року мали по три «шпали» на кожній з петлиць. З 1939 року, коли було введено звання підполковник, ці знаки розрізнення перейшли до новоутвореного звання, а полковники почали носити на петлицях по чотири прямокутника. Також у 1935 році, як знаки розрізнення були введені кути на рукавах. У липні-серпні 1943 року в обіг повертається офіцерський ранг. Згідно указів Президії Верховної Ради від 6 січня 1943 року «О введенні нових знаків розрізнення для особового складу Червоної Армії» та від 15 лютого 1943 року «О введенні нових знаків розрізнення для особового складу ВМФ» вводяться нові однострої, та нові знаки розрізнення. Замість петлиць вводяться погони на яких стали розміщуватися знаки розрізнення. Знаки розрізнення майже збігалися з імперськими. Полковницькі погони мали по два поздовжніх просвіти кольору притаманного роду військ чи служби, на яких розташовувалося по три металеві п'ятипроменеві зірочки «трикутником» (такі знаки розрізнення були у імперського підполковника). На відміну від імперських знаків розрізнення, де зірочки були одного розміру для усіх рангів офіцерів, зірочки на погонах старших офіцерів РСЧА, були більше за розміром від зірочок на погонах молодших офіцерів. В такому вигляді знаки розрізнення полковників проіснували до розпаду СРСР у 1991 році.

## Офіцерське звання Збройних Сил України
Збройні сили України які утворилися під час розпаду СРСР, перейняли радянський зразок військових звань, а також радянських знаків розрізнення.
5.07.2016 року був затверджений Президентом України «Проєкт однострою та знаки розрізнення Збройних Сил України». В Проєкті серед іншого розглянуті військові звання та знаки розрізнення військовослужбовців. За знаки розрізнення полковники отримали по три чотирипроменеві зірочки на погонах. Зірочки розташовуються вздовж поля погона над знаком категорії. Знак категорії старшого офіцерського складу розроблений на основі плетіння погонів старших офіцерів Української держави (1918) і стрічок УГА.

## Полковник в інших країнах світу
Полковник — це також вище військове звання старшого офіцерського складу в багатьох країнах світу, наприклад в арміях РФ, Білорусі, Болгарії, Словенії. Попереднє звання — підполковник, вище — генерал-майор (або бригадний генерал, бригадир).

### Полковник вслов'яномовнихкраїнах
В майже всіх слов'яномовних країнах звання «полковник» схоже по звучанню з українським відповідником.
- (рос. Полковник) — військове звання у Російській федерації;
- (біл. Палкоўнік) — військове звання у Білорусі;
- (болг. Полковник) — військове звання у Болгарії;
- (серб. Пуковник) — військове звання у Сербії;
- (хорв. Pukovnik) — військове звання у Хорватії;
- (босн. Pukovnik) — військове звання у Боснії та Герцеговині;
- (словен. Polkovnik) — військове звання у Словенії;
- (пол. Pułkownik) — військове звання у Польщі;
- (чеськ. Plukovník) — військове звання у Чехії;
- (словац. Plukovník) — військове звання у Словаччині.

У цих країнах, назва декілька відрізняється в залежності від місцевої назви військової одиниці «полк», так у південних слов'ян, це «пук»
(серб. пук — Сербія, хорв. puk — Хорватія), у чехів та словаків це «плук» (чеськ. Plukovník, словац. Plukovník).

### Полковник в країнах які були в складіСРСР
Крім того це звання використовується у країнах, які до 1991 року входили до складу СРСР, та залишили у себе радянську систему військових звань.
- (азерб. Polkovnik) — військове звання у Азербайджані;
- (лит. Pulkininkas) — військове звання у Литві;
- (латис. Pulkvedis) — військове звання у Латвії;
- (узб. Polkovnik) — військове звання у Узбекистані;

Слід зауважити, що у цих країнах не завжди збігається усталена назва військового підрозділу «полк», та назва відповідного звання. Так у Азербайджані назва полку «алай» (азерб. alay) не відповідна званню (азерб. polkovnik). Але ця відповідність збереглася у турецькій мові (тур. alay — полк, тур. albay– полковник), в зв'язку з тим, що Туреччина використовує свою систему звань побудованих на місцевій мові.

### Інші країни світу
- В арміях США, Великої Британії, Канади, Пакистану, Індії — COLONEL.
- В арміях Іспанії та іспаномовних країнах — CORONEL.
- В Німеччині, Данії, Норвегії — OBERST.
- В армії Італії — COLONNELLO.
- В Швеції існує два звання полковника — полковник (overste) та полковник 1-го класу (overste av 1-a graden)

## Знаки розрізнення полковників країн світу

Погон полковника (чеськ. Plukovník) армії CP
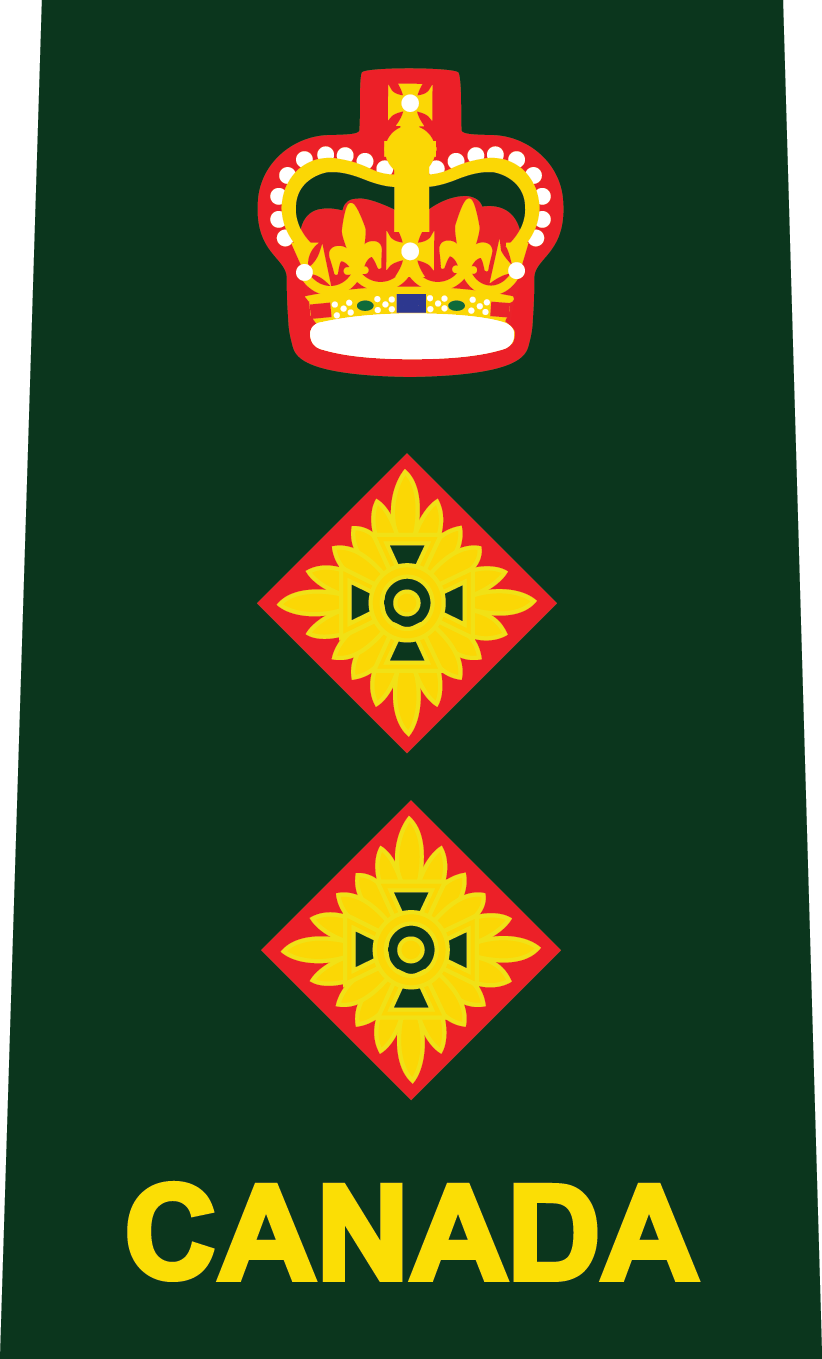
Погон полковника (англ. Colonel) армії Канади
Погон полковника (нім. Oberst) Армії ФРН
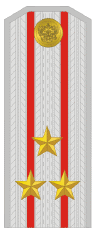
Погон полковника (рос. Полковник) Збройних сил Росії
Погон полковника (рум. Colonel) армії Румунії
Погон полковника (англ. Colonel) Армії США

| Нижче за рангом: Підполковник | Українські січові стрільці Полковник | Вище за рангом: - |

| Нижче за рангом: Підполковник | Полковник | Вище за рангом: Генерал-майор (1991-2020)  |
| Нижче за рангом: Підполковник | Полковник | Вище за рангом: Бригадний генерал (з 2020) |